# Кубок Іспанії з футболу 1902
Кубок Іспанії з футболу 1902 — неофіційний розіграш кубкового футбольного турніру в Іспанії, який проводився в честь коронації Альфонсо XIII. Титул здобув Біская.

## Календар
| Раунд        | Дата              | Матчі | Клуби |
| ------------ | ----------------- | ----- | ----- |
| Перший раунд | 13 травня 1902    | 1     | 5 → 4 |
| 1/2 фіналу   | 13-14 травня 1902 | 2     | 4 → 2 |
| Фінал        | 15 травня 1902    | 1     | 2 → 1 |

## Перший раунд
| Команда 1      | Рахунок | Команда 2 |
| -------------- | ------- | --------- |
| 13 травня 1902 |         |           |
| Біская         | 5:1     | Еспаньйол |

## 1/2 фіналу
| Команда 1      | Рахунок | Команда 2       |
| -------------- | ------- | --------------- |
| 13 травня 1902 |         |                 |
| Барселона      | 3:1     | Мадрид          |
| 14 травня 1902 |         |                 |
| Біская         | 8:1     | Нью Футбол Клуб |

## Фінал
| 15 травня 1902 |

| Біская                | 2:1      | Барселона   |
| --------------------- | -------- | ----------- |
| Асторкія 10' Казо 20' | Протокол | Парсонс 75' |

| Іподромо де Кастельяна, Мадрид Глядачів: 1 500 Арбітр: Карлос Падрос Рубіо |